# エジソン・ジョゼ・ダ・シウヴァ
エジソン・シウヴァ（Edson Silva）ことエジソン・ジョゼ・ダ・シウヴァ（ポルトガル語: Edson José da Silva、1986年5月9日 - ）は、ブラジルのサッカー選手。ポジションはDF。

## タイトル
フォルタレーザ
- カンピオナート・セアレンセ: 2009

サンパウロ
- コパ・スダメリカーナ: 2012
- エウゼビオ・カップ: 2013

レッドスター・ベオグラード
- セルビア・スーペルリーガ: 2015-16

ロンドリーナ
- プリメイラ・リーガ: 2017